# 오사코 아키라
오사코 아키라(일본어: 大迫 暁, 1997년 11월 26일~)는 일본의 축구 선수이다.

## 구단 경력
그는 2020년 J3리그의 아술 클라로 누마즈에 입단했다. 2023년까지 48경기에 출전. 2024년 카탈레 도야마로 이적했다.